# La Roche-sur-Foron
La Roche-sur-Foron település Franciaországban, Haute-Savoie megyében. Lakosainak száma 11 239 fő (2022. január 1.). La Roche-sur-Foron Amancy, Cornier, Etaux, Saint-Laurent, Saint-Sixt, Glières-Val-de-Borne és Fillière községekkel határos.

## Népesség
A település népességének változása:
| Lakosok száma | 11 184 | 11 659 | 12 187 | 11 339 | 11 175 | 11 149 | 11 155 | 11 263 | 11 239 |
|               | 2013   | 2015   | 2016   | 2017   | 2018   | 2019   | 2020   | 2021   | 2022   |